# Demarziella mirifica
Demarziella mirifica là một loài bọ cánh cứng trong họ Bọ hung (Scarabaeidae).